# Логор Хелиодром
Логор Хелиодром је био концентрациони логор Хрватске Републике Херцег-Босне код Родоча, јужно од Мостара, од септембра 1992. године до априла 1994. године током бошњачко-хрватског сукоба у склопу рата у Босни и Херцеговини  

## Логор
Логор се налазио у близини Родоча, у Херцеговини, иначе хелиодром ХВО-а чија су складишта и гараже хеликоптера претворена у затворске ћелије.  Према оптужници Међународног кривичног суда за бившу Југославију (МКСЈ), припадници ХВО -а почели су да затварају мушкарце Бошњаке у логору од 1992. до априла 1994. године. Број затвореника је био око 1.800 у мају 1993. године, да би у јуну пао на око 500. Највећи број је био између јула и децембра 1993. године, када је ХВО држао у затвору око 6.000 Бошњака. Након тога, просечан број затвореника је значајно смањен. 
Према оптужници, ХВО је ухапсио стотине бошњачких цивила који су живјели у западном Мостару и одвео их на Хелиодром, а како се бошњачко-хрватски сукоб заоштравао, на хиљаде их је ухапшено широм Херцеговине. Иако су жене пуштене, ХВО није правио разлику између цивила и војних заробљеника како би ослободио цивиле. Ситуација у логору је углавном била лоша: пренасељеност, неадекватни санитарни и медицински услови, лоша вентилација, недостатак воде и хране и велика врућина током лета. Затвореници су спавали на бетонском поду због недостатка ћебади. 
Затвореници су психички и физички лечени. Стражари су их тукли, посебно у складу са заоштравањем сукоба са Бошњацима, а било је случајева да су на неке заточенике пуштани пси чувари. Неки заточеници су одвођени у Мостар на принудне радове, попут копања ровова или изградње војних утврђења, али и прикупљања тијела мртвих војника ХВО-а. У најтежим случајевима приморани су да ходају испред снага ХВО-а као живи штит. 
Процењује се да је у логору убијено 54 затвореника, а 178 рањено. Критеријуми ХВО-а за пуштање заробљеника били су брак са Хрватом или виза и гарантно писмо да ће напустити БиХ. 
Међународни посматрачи и хуманитарне организације у неколико наврата нису имале приступ потпуним информацијама и свим условима објекта. 18. маја 1993. припадници међународних организација који су посетили логор нису смели да истраже све собе са затвореницима. 

## Затварање логора
Према писању недељника Национал 2001, постоје документи који јасно показују да је Влада Хрватске Републике Херцег-Босне својим одлукама основала велике затворе на Хелиодрому, Габели, Дретељу и другим логорима у Херцеговини и да су они потписао др. Јадранко Прлић, након Дејтонске мировне конференције дугогодишњег министра иностраних послова БиХ. Овакви наводи сугеришу да су политичари Херцег Босне директно одговорни за ратне злочине. Пре свега, одговорност покојног Мате Бобана и Прелазне владе Јадранка Прлића, прокламоване у мају 1993. године, након договора о провођењу Венс-Овеновог плана за БиХ. Међутим, Прлић је више пута одлучно демантовао информације о постојању службених докумената о логорима ХВО-а у Херцеговини и средњој Босни и његовој личној одговорности. У Дневном авазу,  22. августа 2001. године Прлић је рекао: Влада Херцег Босне никада није издала наредбу за оснивање ових логора, нити било чега сличног. 
СиЕнЕн је објавио прилог снимљен у Дрежници, северно од Мостара, о ужасним сведочењима неколицине Бошњака који су управо пуштени из логора Габела и Дретељ. Постојање хрватских логора у Херцеговини, тортура и тешки услови живота хиљада заточеника у два највећа логора под контролом ХВО-а тако су постале вести дана. Само захваљујући огромним дипломатским напорима хрватског министра спољних послова Мате Гранића покренуто је њихово затварање. Гранић је потом директно разговарао са Бобаном и Прлићем, тражећи хитно затварање логора и пролазак хуманитарних конвоја, о чему је са бошњачком страном потписан посебан споразум средином јула 1993. године у Макарској. Док је Бобан постојање логора правдао да се ради о заточеничком центру у који је бошњачко становништво смештено ради сопствене сигурности, Прлић је схватио да се постојање логора више не може тајити нити бранити. Прлић је отворено признао постојање логора и, свестан своје улоге у њиховом стварању, први је од херцеговачких босанских политичара прихватио Гранићеве захтеве. 
Тада је Бобану, Гранићу и Прлићу било познато да је најмање десет хиљада Хрвата насилно заточено и мучено у само три бошњачка логора - Јабланици, Коњицу и Бугојну. Није било прецизних података колико је Хрвата тада било заточено у бошњачким логорима у Зеници, Тарчину и Крупањској Ријеци. Али само Гранићу се чинило јасним да је затварање логора под контролом ХВО-а начин да хрватски заточеници побегну из бошњачког заробљеништва. 
Убрзо су почеле оптужбе на рачун Загреба, а Стејт департмент је саопштио да би НАТО могао да бомбардује положаје ХВО-а уколико се не пропусти хуманитарна помоћ Бошњацима заточеним у логорима у источном Мостару. Гранић је у Херцеговину послао трочлану делегацију, међу којима је био и каснији Туђманов саветник за људска права, др. Слободан Ланг, да испита ситуацију како би затражио од Владе Хрватске заједнице Херцег-Босне да предузме енергичне мере.  Први приступ логорима имало је особље Међународног црвеног крста. Потом је од председника Туђмана затражио да последњих дана августа или првих дана септембра 1993. г. Бобану шаље оштро писмо. Иако нерадо, пре него што је најавио претње санкцијама Хрватској, Фрањо Туђман је потом од Бобана затражио да одмах затвори логоре и ослободи заточенике и да им пружи сву потребну помоћ. 
Упорношћу и поновним одласком Мате Гранића у Мостар, хуманитарни конвој је успио да се пробије на лијеву обалу Неретве. Дана 24. септембра затворен је Дретељ, затим Габела, а до краја године сви хрватски логори, осим Хелиодрома, где су заточеници остали до потписивања Вашингтонског споразума у пролеће 1994. године. 

## Суђења
Јадранко Прлић, Бруно Стојић, Слободан Праљак, Миливој Петковић, Валентин Ћорић и Берислав Пушић оптужени су да су од новембра 1991. до априла 1994. године протеривали Бошњаке из већинскохрватских дијелова Босне и Херцеговине. У оптужници се наводи да су заједно основали више логора, укључујући логор Хелиодром и логор Дретељ, како би ухапсили и заточили више хиљада Бошњака. 
Државни суд БиХ је 20.02.2009. године донео је пресуду којом су Марко Радић, Драган Суњић, Дамир Брекало и Мирко Врачевић оглашени кривим за злочин против човечности у логору Хелиодром. Били су припадници 7. бригаде ХВО-а. Они су осуђени на 25, 21, 20 и 14 година затвора. 